# Basket Napoli
O Basket Napoli, também conhecido como Generazione Vincente Napoli Basket em virtude de seus contratos  de patrocinadores é um clube de basquetebol baseado em Nápoles, Itália que atualmente disputa a Série A. Manda seus jogos no PalaBarbuto com capacidade para 5.500 espectadores.

## Histórico de Temporadas
| Temporada | Nível | Liga     | Pos. | J     | PL   | Resultado         |
| --------- | ----- | -------- | ---- | ----- | ---- | ----------------- |
| 2014-15   | 4     | Serie C  | 8    |       |      |                   |
| 2015-16   | 4     | Serie C  |      |       |      | Promovido         |
| 2016-17   | 3     | Serie B  | 1    | 25-5  | 10-2 | Promovido         |
| 2017-18   | 2     | Serie A2 | 15   | 3-27  | 0-4  | Rebaixadoplayouts |
| 2018-19   | 3     | Serie B  | 6    | 18-12 | 4-3  | Promovido         |
| 2019-20   | 2     | Serie A2 | 8    | 14-12 |      |                   |
| 2020-21   | 2     | Serie A2 | 2    | 19-5  | 9-1  | PromovidoCampeão  |

fonte:eurobasket.com

## Títulos

### Copa Final Eight
- Campeão (1):2024

### Copa Série B
- Campeão (1):2017

### Serie A2 (Tabela Ouro)
- Campeão (1):2021